# Alexandru Ștefan Catargiu
Alexandru Ștefan Catargiu (n. 1825 – d. 1897) a fost un politician român din secolul al XIX-lea, ministru al cultelor în al doilea guvern Nicolae Kretzulescu (1), format la București, între 24 iunie 1862 - 11 octombrie 1863, format după unirea administrativă a Principatelor Române.